# Antal Budai
Antal Budai (cunoscut în istoriografie și ca Budai Nagy Antal, n. ? - d. 14 decembrie 1437, Cluj-Mănăștur) a fost un nobil maghiar din Comitatul Cluj, conducătorul Răscoalei țărănești de la Bobâlna din 1437.
Se pare că familia sa a fost originară din localitatea Vechea (în Evul Mediu Budathelke, Buda, Nagbuda et Obuda etc.), județul Cluj, de unde vine și numele său. A trăit în zona actualei localități Deușu, România.
În protocolul încheiat la 10 octombrie 1437 a fost menționat ca Anthonius magnus de Buda, alături de Thomas similiter magnus de Zeek, Mychael, et Gallus de Kend, alter Mychael Volach de Wyragosberk, et Johannes Mester de Cluswar.
La sfârșitul anului 1437 Budai a căzut în luptă în apropierea fortificațiilor Bisericii Calvaria de la Cluj-Mănăștur, după ce Clujul se alăturase răsculaților.

## Varia
Până în anul 1988 una din principalele străzi clujene i-a purtat numele. Odată cu valul de schimbări ale numelor de străzi care evocau personalități de etnie maghiară, Strada Budai Nagy Antal a devenit Calea Dorobanților.